# Пежо тип 66
Пежо тип 66 (фр. Peugeot Type 66) је моторно возило произведено 1904. од стране француског произвођача аутомобила Пежо у њиховој фабрици у Лилу. У том раздобљу је укупно произведено 20 јединица. То је први велики аутомобил са четвороцилиндричним мотором који је Пежо пласирао на тржиште.
Возило покреће четвороцилиндрични четворотактни мотор који је постављен напред, а преко ланчаног преноса је пренет погон на задње точкове. Његова максимална снага била је 19 kW (25 КС) и запремине 4.974 cm³.
Тип 66 је произведен са међуосовинским растојањем 270 цм и размаком точкова 140 цм. Облик каросерије је затворена лимузина и има места за четири особе.